# Marian Buczek

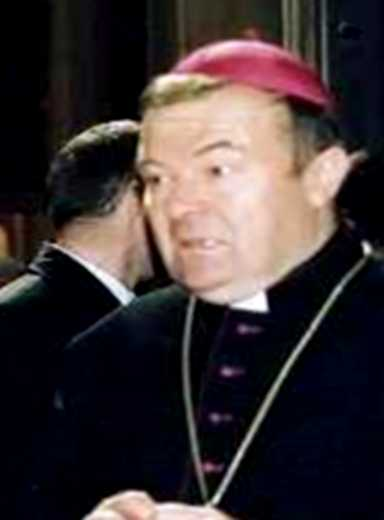
Marian Buczek (2006)

Marian Buczek (* 14. März 1953 in Cieszanów, Polen) ist ein ukrainischer Geistlicher und emeritierter römisch-katholischer Bischof von Charkiw-Saporischschja.

## Leben
Marian Buczek wurde am 16. Juni 1979 vom damaligen apostolischen Administrator von Lemberg, Bischof Marian Jozef Rechowicz, zum Priester geweiht.
Papst Johannes Paul II. ernannte ihn am 4. Mai 2002 zum Weihbischof in Lemberg und Titularbischof von Febiana. Die Bischofsweihe spendete ihm der Erzbischof von Lemberg, Kardinal Marian Jaworski, am 20. Juni desselben Jahres; Mitkonsekratoren waren der Apostolische Nuntius in der Ukraine, Nikola Eterović, und Kardinal der Erzbischof von Krakau, Stanisław Dziwisz.
Am 16. Juli 2007 wurde er zum Koadjutorbischof von Charkiw-Saporischschja ernannt und folgte am 19. März 2009 dem altersbedingt zurückgetretenen Stanisław Padewski OFMCap als Diözesanbischof nach. Am 16. Mai 2009 wurde er in der Kathedrale der Heiligen Jungfrau Maria in Charkiw in sein Bistum eingeführt.
Am 12. April 2014 nahm Papst Franziskus seinen vorzeitigen Rücktritt an.
Er ist nicht zu verwechseln mit dem gleichnamigen Kommunisten († 1939).